# ریفیفی در شهر
ریفیفی در شهر (اسپانیایی: Rififi en la ciudad‎) فیلمی اسپانیایی-فرانسوی به کارگردانی خسوس فرانکو است که در سال ۱۹۶۴ منتشر شد. از بازیگران فیلم می‌توان به فرناندو فرنان گومز و ژان سروه اشاره کرد.